# Австрийски музикални награди „Амадеус“
Австрийските музикални награди „Амадеус“ са ежегодна церемония в областта на австрийската музикална индустрия. Присъждат се на най-успешните австрийски музиканти от 2000 г. и се провеждат всеки март от 2012 г. във Виена, „Фолкстеатър“. Те са австрийския еквивалент на наградите „Грами“.

## История
Наградите са създадени през 2000 г. от Международната федерация на звукозаписната индустрия в Австрия, и са излъчени от австрийската национална телевизия „ORF“.

## Награди
Наградите биват присъждани на музиканти с австрийско гражданство или на такива, които са установили музикалната си кариера в Австрия.

### Категории
Основни
- Група на годината
- Мъжки изпълнител на годината
- Женски изпълнител на годината
- Албум на годината
- Песен на годината
- Изпълнител на живо на годината
- Видео на годината
- Текстописец на годината
- FM4 награда
- Цялостно творчество
- Най-добре проектиран албум